# Arcidiocesi di Montes Claros
L'arcidiocesi di Montes Claros (in latino: Archidioecesis Montisclarensis) è una sede metropolitana della Chiesa cattolica in Brasile. Nel 2021 contava 689.600 battezzati su 873.850 abitanti. È retta dall'arcivescovo José Carlos de Souza Campos.

## Territorio
L'arcidiocesi comprende 40 comuni nella parte settentrionale dello stato brasiliano di Minas Gerais: Montes Claros, Berizal, Bocaiúva, Botumirim, Brasília de Minas, Campo Azul, Capitão Enéas, Claro dos Poções, Coração de Jesus, Cristália, Engenheiro Navarro, Francisco Dumont, Francisco Sá, Fruta de Leite, Glaucilândia, Grão Mogol, Guaraciama, Ibiaí, Itacambira, Japonvar, Jequitaí, Josenópolis, Juramento, Lagoa dos Patos, Lontra, Luislândia, Mirabela, Novorizonte, Olhos-d'Água, Padre Carvalho, Patis, Ponto Chique, Rubelita, Salinas, Santa Cruz de Salinas, São João da Lagoa, São João do Pacuí, São João da Ponte, Taiobeiras e Ubaí.
Sede arcivescovile è la città di Montes Claros, dove si trova la cattedrale di Nostra Signora Aparecida.
Il territorio si estende su una superficie di 45.520 km² ed è suddiviso in 65 parrocchie, raggruppate in 7 settori: Norte, Sul, Sudeste, Sudoeste, Oeste, Leste e Centro.

### Provincia ecclesiastica
La provincia ecclesiastica di Montes Claros, istituita nel 2001, comprende 3 suffraganee:
- diocesi di Janaúba,
- diocesi di Januária,
- diocesi di Paracatu.

## Storia
La diocesi di Montes Claros fu eretta il 10 dicembre 1910 con la bolla Postulat sane di papa Pio X, ricavandone il territorio dalla diocesi di Diamantina (oggi arcidiocesi).
Il 2 aprile 1914 cedette alcuni territori alla diocesi di Araçuaí: il comune di Fortaleza de Minas, Águas Vermelhas, allora parte del comune di Salinas, nonché porzioni dei comuni di Araçuaí e di Jequitinhonha. Contestualmente ricevette dalla diocesi di Uberaba (oggi arcidiocesi) il comune di Paracatu.
Originariamente suffraganea dell'arcidiocesi di Mariana, il 28 giugno 1917 entrò a far parte della provincia ecclesiastica dell'arcidiocesi di Diamantina.
Il 1º marzo 1929, il 15 giugno 1957 e il 5 luglio 2000 cedette porzioni del suo territorio a vantaggio dell'erezione rispettivamente della prelatura territoriale di Paracatu (oggi diocesi) e delle diocesi di Januária e di Janaúba.
Il 15 dicembre 1965 con il decreto Constitutione Apostolica della Sacra Congregazione Concistoriale la cattedrale, che la costituzione apostolica Christifidelium Regimini del 10 dicembre 1910 aveva stabilito nella chiesa dell'Immacolata Concezione e di San Giuseppe, fu trasferita nella nuova chiesa di Nostra Signora di Aparecida.
Il 18 dicembre dello stesso anno, con la lettera apostolica Maria virgo, papa Paolo VI proclamò la Beata Maria Vergine, invocata con il titolo di Madre della Chiesa, patrona principale della diocesi, e San Pio X patrono secondario.
Il 25 aprile 2001 la diocesi è stata elevata al rango di arcidiocesi metropolitana con la bolla Maiori Christifidelium di papa Giovanni Paolo II.

## Cronotassi dei vescovi
Si omettono i periodi di sede vacante non superiori ai 2 anni o non storicamente accertati.
- João Antônio Pimenta † (7 marzo 1911 - 20 luglio 1943 deceduto)
- Aristides de Araújo Porto † (20 luglio 1943 succeduto - 7 aprile 1947 deceduto)
- Antônio de Almeida Moraes Junior † (29 settembre 1948 - 17 novembre 1951 nominato arcivescovo di Olinda e Recife)
- Luís Victor Sartori † (4 marzo 1952 - 10 gennaio 1956 nominato vescovo coadiutore di Santa Maria)
- José Alves de Sà Trindade † (27 maggio 1956 - 1º giugno 1988 ritirato)
- Geraldo Majela de Castro, O.Praem. † (1º giugno 1988 succeduto - 7 febbraio 2007 ritirato)
- José Alberto Moura, C.S.S. (7 febbraio 2007 - 21 novembre 2018 ritirato)
- João Justino de Medeiros Silva (21 novembre 2018 succeduto - 9 dicembre 2021 nominato arcivescovo di Goiânia)
- José Carlos de Souza Campos, dal 14 dicembre 2022

## Statistiche
L'arcidiocesi nel 2021 su una popolazione di 873.850 persone contava 689.600 battezzati, corrispondenti al 78,9% del totale.
| anno | popolazione | popolazione | popolazione | presbiteri | presbiteri | presbiteri | presbiteri                | diaconi | religiosi | religiosi | parrocchie |
| anno | battezzati  | totale      | %           | numero     | secolari   | regolari   | battezzati per presbitero | diaconi | uomini    | donne     | parrocchie |
| ---- | ----------- | ----------- | ----------- | ---------- | ---------- | ---------- | ------------------------- | ------- | --------- | --------- | ---------- |
| 1950 | 700.000     | 701.000     | 99,9        | 33         | 18         | 15         | 21.212                    |         | 8         | 41        | 26         |
| 1965 | 580.000     | 600.000     | 96,7        | 37         | 19         | 18         | 15.675                    |         | 18        | 72        | 21         |
| 1968 | 625.000     | 650.000     | 96,2        | 38         | 15         | 23         | 16.447                    |         | 31        | 60        | 18         |
| 1976 | 600.000     | 660.000     | 90,9        | 35         | 17         | 18         | 17.142                    |         | 28        | 52        | 23         |
| 1980 | 647.000     | 704.000     | 91,9        | 35         | 14         | 21         | 18.485                    |         | 34        | 49        | 23         |
| 1987 | 832.000     | 902.000     | 92,2        | 44         | 20         | 24         | 18.909                    |         | 33        | 92        | 27         |
| 1999 | 993.000     | 1.078.000   | 92,1        | 50         | 27         | 23         | 19.860                    |         | 33        | 129       | 34         |
| 2000 | 650.000     | 762.000     | 85,3        | 46         | 23         | 23         | 14.130                    | 1       | 42        | 114       | 29         |
| 2001 | 609.604     | 762.005     | 80,0        | 45         | 21         | 24         | 13.546                    | 1       | 48        | 127       | 31         |
| 2002 | 609.604     | 762.005     | 80,0        | 50         | 24         | 26         | 12.192                    | 1       | 53        | 100       | 31         |
| 2003 | 586.143     | 732.679     | 80,0        | 53         | 30         | 23         | 11.059                    | 8       | 61        | 80        | 42         |
| 2004 | 549.509     | 732.679     | 75,0        | 61         | 31         | 30         | 9.008                     | 9       | 49        | 80        | 37         |
| 2013 | 659.000     | 811.000     | 81,3        | 106        | 72         | 34         | 6.216                     | 18      | 50        | 101       | 57         |
| 2016 | 675.000     | 832.000     | 81,1        | 118        | 78         | 40         | 5.720                     | 19      | 50        | 99        | 63         |
| 2019 | 678.806     | 860.299     | 78,9        | 119        | 83         | 36         | 5.704                     | 43      | 53        | 62        | 64         |
| 2021 | 689.600     | 873.850     | 78,9        | 122        | 88         | 34         | 5.652                     | 42      | 46        | 79        | 65         |